# Lisa, la iconoclasta
Lisa la iconoclasta, llamado Lisa the Iconoclast en la versión original, es un episodio perteneciente a la séptima temporada de la serie animada Los Simpson, estrenado por la cadena FOX en Estados Unidos el 18 de febrero de 1996. Fue escrito por Jonathan Collier y dirigido por Mike B. Anderson. La estrella invitada fue Donald Sutherland, como Hollis Hurlbut, el anticuario. En el episodio, Lisa descubre que Jebediah Springfield era en realidad un pirata asesino, pero nadie le cree.

## Sinopsis
En la Escuela Primaria de Springfield a los niños del segundo curso, donde estudia Lisa, les encargan realizar un trabajo sobre la vida de Jebediah Springfield, ya que próximamente se cumpliría el bicentenario de la ciudad.
Lisa visita un pequeño museo dedicado a Jebediah. Allí, revisando sus antiguas pertenencias, descubre una nota escrita por Springfield hacía mucho tiempo, y en la cual se relataba una confesión: él era en realidad un pirata villano, criminal, quien era un gran enemigo de George Washington llegando a atentar contra su vida, llamado Hans Sprungfeld. Cuando había llegado a la ciudad, se había cambiado su nombre y había mantenido su pasado oculto. Lisa trata de contar la historia a la gente, pero nadie le cree. En el trabajo de la escuela, explica la historia de Jebediah como pirata, pero a cambio sólo recibe un cero como calificación. También se le prohíbe la entrada por tres meses al museo de Springfield. 
En el pueblo, mientras tanto, como parte de las celebraciones por el bicentenario, se llevaría a cabo un desfile de carrozas y varios actos. Luego de arrebatárselo a Ned Flanders, Homer obtiene el papel de pregonero del pueblo para el acto. Cuando se entera de la historia que su hija le cuenta, va con ella primero a la tienda de Apu a pegar unos volantes con la imagen de Sprunfeld como traidor, pero sólo consiguen que los expulsen; luego van a la taberna de Moe, y el cantinero les prohíbe la entrada. Al final asisten al centro municipal y presionan al gobierno para que verifique si la historia era cierta o no. Para hacerlo, debían ver si el cuerpo de Jebediah tenía una lengua de plata, ya que esa era la prueba evidente de que había sido pirata. Sin embargo, cuando se desentierra el cadáver, la lengua no está. 
Al ver el fraude, a Homer le quitan su papel de pregonero del pueblo. Lisa, sin embargo, tiene un sueño con George Washington, en donde el expresidente la alentaba a continuar adelante con la investigación. La niña, en la escuela, descubre que a los retratos de Washington les faltaba un pedazo, y luego llega a la conclusión de que había sido sustraído por Jebediah Springfield, en su intento por asesinar al presidente. Cuando Lisa vuelve al museo de Jebediah, encuentra que la nota de la confesión estaba escrita sobre el pedazo de retrato que faltaba. Presionando al anticuario encargado del museo, descubre que él había sustraído la lengua de plata del cadáver, ya que si se descubría la verdad, habría desperdiciado su vida dedicada a Jebediah Springfield.
Juntos, deciden dar a conocer la verdad sobre Jebediah al pueblo en el acto conmemorativo por el bicentenario de la ciudad. Sin embargo, cuando Lisa está revelar la verdad, al ver a la gente se da cuenta de que Jebediah significaba mucho para ellos, por lo que decide mantener el secreto. 
Homer, finalmente, vuelve a su puesto de pregonero del pueblo, al arrebatarle sus cosas a Ned Flanders. Junto con Lisa, marchan delante de las carrozas.

## Referencias culturales

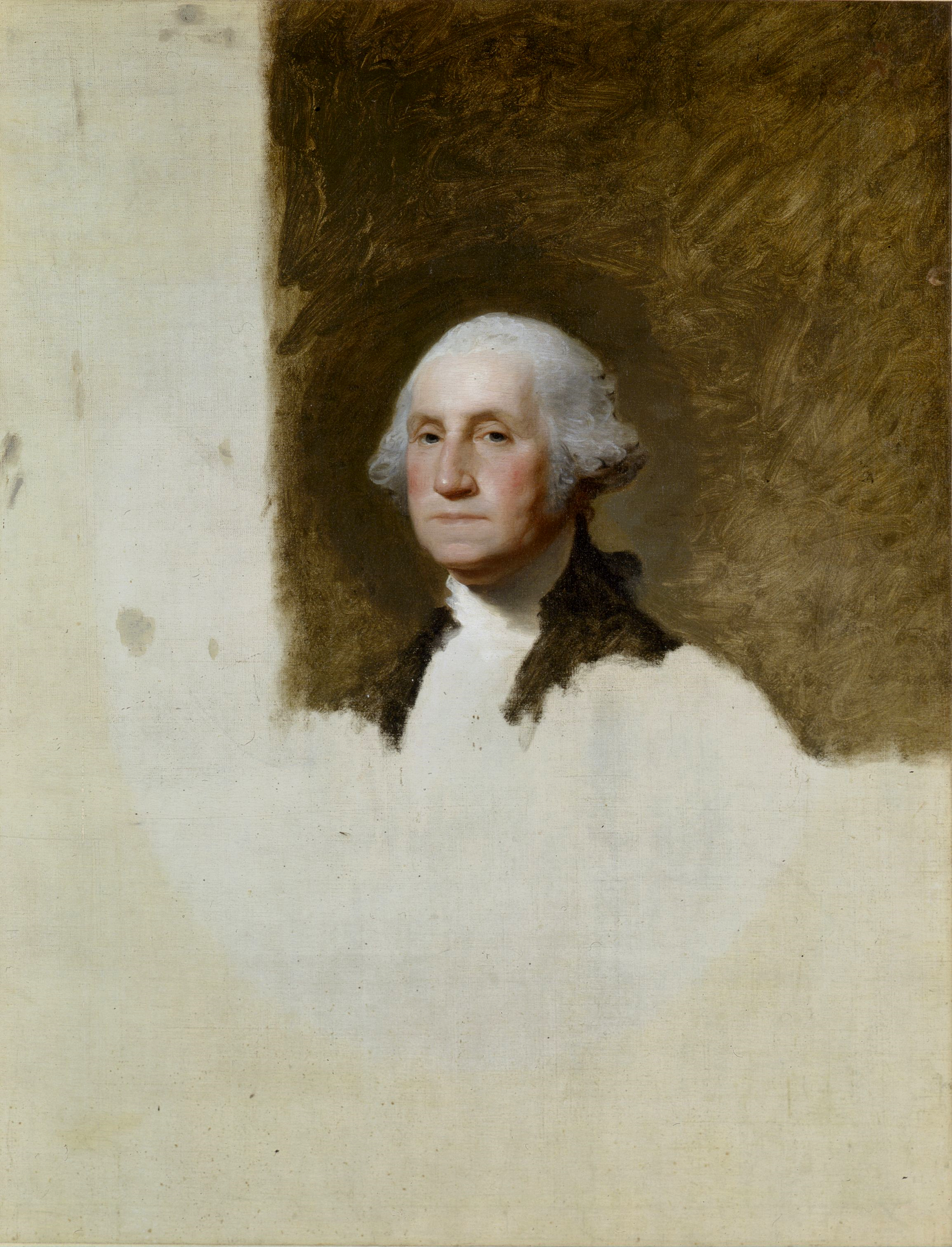
El retrato inacabado de 1796 de Gilbert Stuart de George Washington, también conocido como Athenaeum Portrait, juega un papel importante en el episodio.